# Hoplia bakeri
Hoplia bakeri är en skalbaggsart som beskrevs av Moser 1921. Hoplia bakeri ingår i släktet Hoplia och familjen Melolonthidae. Inga underarter finns listade i Catalogue of Life.